# Iso Laamanen
Iso Laamanen är en sjö i Finland. Den ligger i kommunen Puolango i landskapet Kajanaland, i den centrala delen av landet, 500 km norr om huvudstaden Helsingfors. Iso Laamanen ligger 149,6 meter över havet. Den ligger vid sjön Luoteenjärvi. Den är 2,3 meter djup. Arean är 2,34 kvadratkilometer och strandlinjen är 10,61 kilometer lång. Sjön  ingår i Uleälvens huvudavrinningsområde. 
I övrigt finns följande i Iso Laamanen:
- Karkusaari (en ö)
- Kalmosaari (en ö)
- Varissaari (en ö)
- Talassaari (en ö)